# XIII Bis Records
XIII Bis Records é uma gravadora independente francesa e membro da Federação Internacional da Indústria Fonográfica (IFPI).
Como sub-label da Warner, a gravadora publicou álbuns de músicos como Myrath, entre outros.